# Kerekowie
Kerekowie, Kerecy (własna nazwa: аӈӄалҕакку „ludzie nadmorscy”, каракыкку – od czuk. кэрэкит) – wymierający, autochtoniczny etnos paleoazjatycki ze wschodniej Syberii (Rosja).

## Populacja
Populacja liczy 4 osoby (rosyjski spis powszechny z 2010 r.); zamieszkują wybrzeże Morza Beringa, w Czukockim Okręgu Autonomicznym.
Kerekowie zawsze byli dość nieliczni (w 1959 liczyli ok. 100 osób), ulegli asymilacji ze strony znacznie liczniejszych Czukczów. W książce O ziemi starożytnych Kereków Vladilen Leontyev pisze o wojnach plemiennych, ostrym spadku fauny morskiej pod koniec XIX wieku i wybuchu epidemii ospy jako głównych przyczynach zniknięcia narodowości.

## Religia
Tradycyjne wierzenia Kereków charakteryzują się kultami przodków i zwierząt, przejawiającymi się w rytuałach pamięci i dziękczynienia. W świątyniach Kereków jako totem stał „słup ochronny” i czaszki morsa ułożone w półkole. Duchom przodków, Kerecy mieli w zwyczaju przynosić kawałki jedzenia. Składali dziękczynne ofiary duchom zwierząt. Szaman w rytualnych szatach z tamburynem w dłoniach wypowiadał niezbędne zaklęcia, które miały przekonywać duchy do bycia łaskawymi. W tym systemie wierzeń wszystko dookoła jest żywe, ma duszę i jest ze sobą nierozerwalnie związane. Zgodnie z ideami Kereków przeszłość, teraźniejszość i przyszłość wszechświata jest jednym nieprzerwanym potokiem energii.

## Kultura
W XX wieku życie materialne i duchowe było podobne do Czukczów. Kerekowie zajmowali się rybołówstwem, polowaniami morskimi i handlem futrami, polowaniem na dzikie jelenie i owce górskie oraz zbieractwem. Używali psów zaprzęgowych (sanki, w tym sanki typu wschodniosyberyjskiego i czukocko-koriackiego). W południowym Kereksie hodowano renifery o małych ogonach. Najpopularniejszą bronią morskiego polowania był harpun, tzw. „Igła Kereka” czy łuk ze strzałami. Podczas polowań na morskie zwierzęta i niedźwiedzie używali tzw. kelyunen (kij zakończony kłem morsa lub zaostrzonego metalu), który znajduje analogie wśród broni Indian Ameryki Północnej. Zimowe osady obejmowały 1–3 duże ziemianki, w każdej mieszkało kilka rodzin. Wiosną przenosili się do letnich domostw, organizując z tej okazji święta, podczas których odprawiano ochronne rytuały.

## Język
Niegdyś używali języka kereckiego, należącego do grupy paleoazjatyckiej, obecnie wymarł on, wyparty przez języki rosyjski i czukocki i dziś żaden Kerek nie posługuje się ojczystym językiem.
Uważa się, iż język kerecki jest dialektem języka koriackiego. W leksyce języka możemy znaleźć również elementy języka Inuitów.
Język kerecki nie był językiem pisanym (był językiem komunikacji werbalnej między członkami etnosu). Zachowało się około 4-5 tysięcy słów tego języka. Pierwszy opis języka kereckiego sporządził radziecki specjalista z dziedziny paleoazjatyki P. Skorik, badania prowadzone były w latach 1954–1956. Badacz radziecki Władilen Leontjew kontaktował się w latach siedemdziesiątych ze starszymi ludźmi, którzy jeszcze pamiętali swój ojczysty język. Archeolog Aleksandr Oriechow badał również starożytne miejsca kultury Kerek i Lakhta. Według danych z 1991 roku, już tylko trzy osoby mówiły w tym języku: Jekatierina Chatkana, Nikołaj Jetynkeu (dialekt miejnypilgyński), Iwan Uwargyrgyn (dialekt chatyrski). Wszystkie wymienione osoby, oprócz kereckiego, znały również języki czukocki i rosyjski. Historia trudnego życia wspomnianej J. Chatkany została szczegółowo opisana przez etnografa i folklorystę Władilena Leontjewa.

## Historia
Archeolodzy wiążą naród Kereków z proto-itelmeńską grupą etniczną, żyjącym w I poł. I tysiąclecia n.e. (N. N. Dikow). Do czasu przybycia Rosjan na wybrzeże Morza Beringa obszar osadniczy Kereków rozciągał się od estuarium Anadyr do ujścia Opuki. W XVIII wieku, podczas brutalnych starć pomiędzy Czukczami i Koriakami, Kerekowie zostali zaatakowani przez oba ludy. Mężczyzn zabijano, zaś kobiety i dzieci kereckie brano w niewolę. Kerecy, nie mogąc stawić skutecznego oporu, chronili się w jaskiniach i innych odosobnionych, skalistych miejscach. Epidemie i konflikty etniczne zdziesiątkowały Kereków. W. W. Leontjew napisał: „Nie przez przypadek wielu badaczy uważało Kereka za najbardziej nieszczęśliwe plemię na północnym wschodzie”. W XIX–XX wieku Kerekowie nazywani byli zwykle Koriakami. Według spisu z 1897 r. żyło w regionie 102 Kereków.